# 铽化合物
铽化合物是镧系金属铽（元素符号：Tb）形成的化合物，在这些化合物中，铽一般显+3价，如TbCl3、Tb(NO3)3等；+4价的铽化合物如TbO2、BaTbF6也是已知的。
三价铽离子在水溶液中一般是无色的，它在溶液或晶体中被一定波长的紫外光（如254 nm或365 nm）照射时，会发出绿色的荧光。这一性质产生了光学等领域的应用。

## 氧族元素化合物
铽有多种氧化物，最易得到的是七氧化四铽，氢氧化物、草酸盐、对氨基苯甲酸盐等铽化合物的热分解均会产生七氧化四铽，由于该氧化物同时含有三价铽和具有氧化性的四价铽，如和硝酸反应产生硝酸铽并放出氧气：
2 Tb4O7 + 24 HNO3 → 8 Tb(NO3)3 + 12 H2O + O2↑
它在乙酸和盐酸的混合物中回流，可以分离出三价铽和四价铽：
Tb4O7 + 6 HCl → 2 TbO2 + 2 TbCl3 + 3 H2O
它与二氰二胺在高温下反应，可以得到Tb2O2CN2。
铽的另一种常见氧化物是三氧化二铽，它由七氧化四铽在1300 °C由氢气还原制得。在掺杂钙后形成p型半导体。二氧化铽可由稀盐酸处理七氧化四铽制得，其水合物TbO2·xH2O可由过硫酸钾在硝酸银的存在下氧化氢氧化铽得到。二氧化铽可以和二氧化镨形成混晶。
三硫化二铽是铽的硫化物之一，可由相应的单质按化学计量比反应得到，也能由七氧化四铽在高温下与二硫化碳和硫化氢反应制得。它和氢氟酸溶液反应得到三氟化铽半水合物。三硒化二铽可由铽的多硒化物TbSe1.9和金属铽反应得到，它可以形成黑色的针状晶体，具有U2S3结构，空间群为Pnma。

## 卤化物及卤配合物
铽可以形成TbX3（X=F, Cl, Br, I）四种卤化物，除氟化物外均易溶于水，在水中是强电解质。无水卤化铽可由氧化物或卤化物的水合物反应制得：
Tb2O3 + 6 NH4Cl → 2 TbCl3 + 3 H2O + 6 NH3↑
TbCl3·6H2O + 6 SOCl2 → TbCl3 + 6 SO2↑ + 12 HCl↑
四氟化铽是四价铽唯一可以形成的卤化物，具有强氧化性。它可由三氯化铽或三氟化铽和氟气在320 °C下反应得到：
2 TbF3 + F2 → 2 TbF4
将TbF4和CsF按化学计量比混合，于氟气气氛中加热，可以得到CsTbF5。它是正交晶系晶体，空间群Cmca，具有层状结构，由[TbF8]4−和十一配位的Cs+构成。化合物BaTbF6可由类似方法制得，它是正交晶系晶体，空间群Cmma，同样存在着[TbF8]4−。

## 含氧酸盐
硫酸铽可由七氧化四铽和浓硫酸反应得到，它在水中可以结晶出无色的八水合物晶体，与相应的镨化合物同构。加热八水合物可以得到无水物，无水物再次水合时发生放热反应。
硝酸铽可由三氧化二铽和硝酸反应并结晶得到，晶体用45~55%硫酸干燥，可以得到六水合物。加热水合物只能得到碱式盐TbONO3，其无水物可以通过三氧化二铽和四氧化二氮反应得到。磷酸铽可由磷酸氢二铵和硝酸铽反应得到，反应产生六方晶系的一水合物，它在355 nm波长的激发下可以发出铽的特征绿光（543 nm）。砷酸铽在77 K是正交晶系（空间群Fddd）的晶体，在27.7 K时发生相变，转变为四方晶系（空间群I41/amd）的晶体，它在1.5 K以下是一种具有诱导磁矩的伊辛铁磁体。铽的锑酸盐TbSbO4也是已知的。
碳酸铽可由氯化铽和饱和二氧化碳的碳酸氢钠溶液反应得到，产物也需用饱和二氧化碳的水来洗涤。锗酸盐TbIII13(GeO4)6O7(OH)和K2TbIVGe2O7可以在高温高压下合成得到，它们分别为三方和单斜晶系的无色晶体。
铽的硼酸盐可由七氧化四铽和硼酸反应得到：
2 Tb4O7 + 8 H3BO3 → 8 TbBO3 + 12 H2O + O2↑
其六方相的单晶可以通过熔融提拉法获得；它还能形成一种三斜晶系的固体，可以通过溶胶-凝胶法得到。复合硼酸盐TbFe3(BO3)4和TbAl3(BO3)4也可以用类似的方法得到。三氧化二铽、氯化铽和氧化硼在氯化铯熔体中反应，可以得到氧氯化物硼酸盐Tb4O4Cl(BO3)，它是单斜晶系晶体，空间群P21/n。铝酸盐Tb3Al5O12与镓酸盐Tb3Ga5O12都可用作磁光材料。

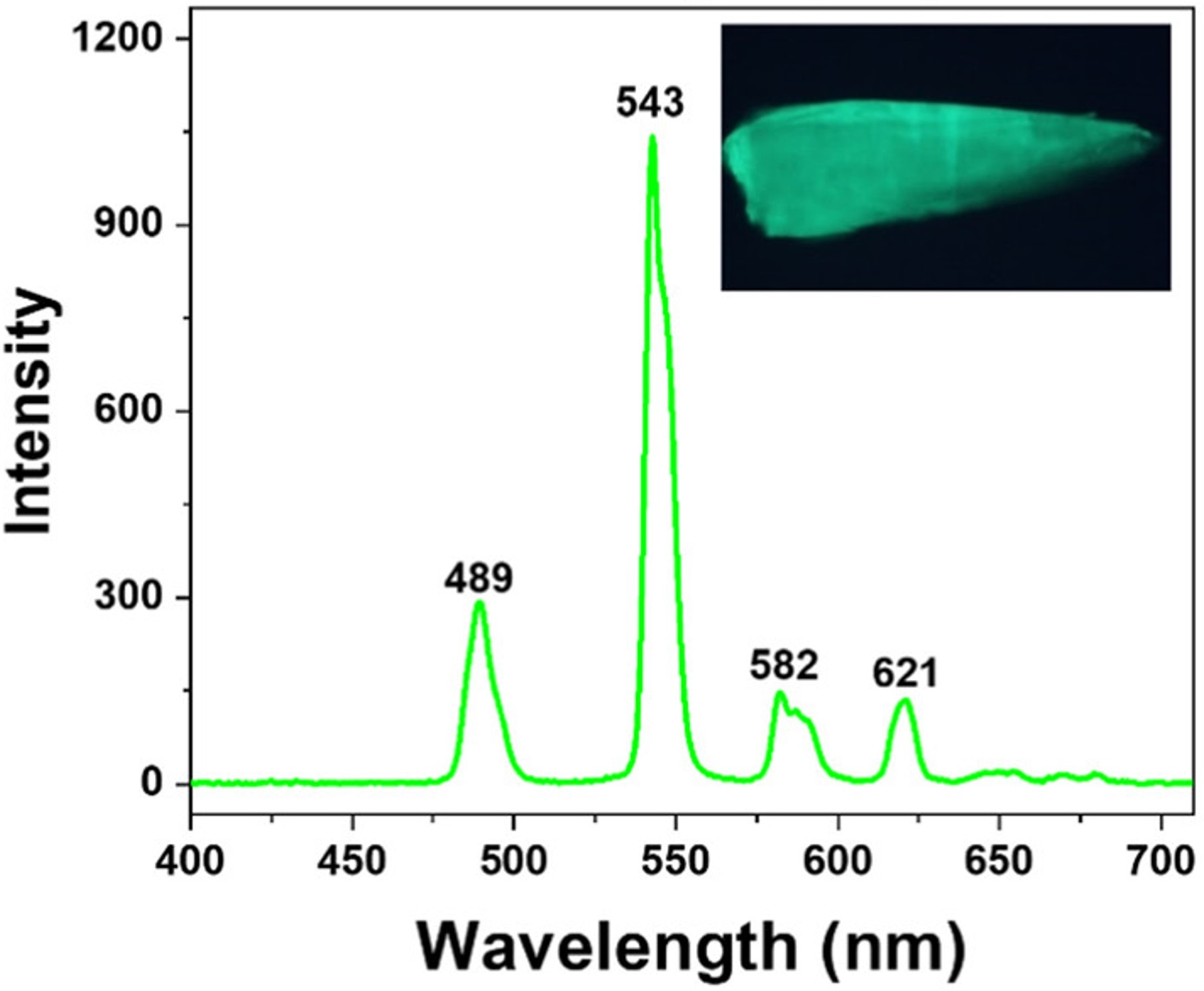
一种Tb-MOF在280 nm紫外光激发下的发光，光谱中有着Tb^{3+}的特征峰。

## 应用
三价铽的化合物在激发下可以发出绿光，如氧化铽可用于显像管电视中。此外，铽化合物还有其它应用，例如TbFe2基化合物可用于磁致伸缩材料，介电质Tb3Ga5O12可用作磁光材料，加替沙星铽可用作药物。